# Rouhe
Rouhe é uma comuna francesa na região administrativa de Borgonha-Franco-Condado, no departamento de Doubs. Estende-se por uma área de 4,19 km². Em 2010 a comuna tinha 79 habitantes (densidade: 18,9 hab./km²).